# Liên Bạt
Liên Bạt là một xã thuộc huyện Ứng Hòa, thành phố Hà Nội, Việt Nam.

## Tên gọi
Tên gốc của Liên Bạt xưa kia gọi là "Kẻ Bặt". Chữ "Bặt" theo Từ điển tiếng Việt có nghĩa như "Bặt thiệp", là phong cách lịch sự, khéo léo và thông tạo trong giao tiếp.

## Địa chí và hành chính
Xã Liên Bạt nằm ven Quốc lộ 21B, ở vị trí trung tâm huyện Ứng Hòa; phía Bắc và Tây Bắc  giáp các xã Quảng Phú Cầu và Trường Thịnh; phía Đông và Đông Bắc giáp các xã Phương Tú và Phú Túc (huyện Phú Xuyên); phía Tây và phía Nam giáp thị trấn Vân Đình.
Xã Liên Bạt có diện tích 7,75 km², dân số năm 2022 là 7.265 người, mật độ dân số đạt 853 người/km².
Xã Liên Bạt gồm 8 thôn là Bặt Ngõ, Bặt Chùa, Bặt Trung, Vũ Nội, Vũ Ngoại, Lưu Khê, Lương Xá và Đình Tràng.

## Lịch sử
Trước cách mạng tháng Tám (1945), dưới thời Pháp thuộc, các thôn Bặt Ngõ, Bặt Chùa, Bặt Trung, Vũ Nội, Vũ Ngoại, Lưu Khê thuộc tổng Xà Cầu. Còn các thôn Lương Xá, Đình Tràng, Hoàng Xá thuộc tổng Phương Đình. Trong những ngày đầu cách mạng tháng Tám, mỗi thôn là một xã, riêng ba thôn Bặt Ngõ, Bặt Chùa, Bặt Trung hợp thành xã Liên Bạt. Đến tháng 4/1946, các thôn Vũ Nội, Vũ Ngoại, Lưu Khê hợp lại thành xã Thượng Hiền. Các thôn Lương Xá, Đình Tràng, Hoàng Xá hợp với các thôn Vân Đình, Thanh Ấm, Ngọ Xá thành xã Phương Đình.
Thời kỳ kháng chiến chống thực dân Pháp, đầu năm 1949, hai xã Thượng Hiền và Liên Bạt hợp nhất thành xã Mai Sơn. Đến giữa năm 1950, các thôn Lương Xá, Đình Tràng, Hoàng Xá tách khỏi xã Phương Đình, sáp nhập vào xã Mai Sơn thành xã Mai Đình. Đến năm 1973 xã Mai Đình lại đổi tên thành xã Liên Bạt. Đến năm 2003, thôn Hoàng Xá và một phần của 2 thôn Lương Xá và Đình Tràng tách khỏi Liên Bạt nhập về thị trấn Vân Đình. Từ 2003, cơ cấu hành chính của xã Liên Bạt ổn định như ngày nay.

## Văn hóa
Liên Bạt nổi tiếng là đất học, đất khoa cử xứ Bắc Hà xưa, tinh thần hiếu học đã trở thành một truyền thống đáng tự hào của nhân dân Liên Bạt. Từ trước công nguyên, Đặng Sỹ - Châu trưởng đất Giao Châu đã đến Liên Bạt mở trường dạy chữ, giáo hóa nhân dân. Từ đó đến nay, đất Liên Bạt đã có nhiều người đỗ đạt cao mang tài trí ra giúp đời, giúp nước và được ghi vào sử sách. Tiêu biểu là cụ Hoàng giáp Nguyễn Thượng Hiền và cụ Bùi Bằng Đoàn

## Di tích và lễ hội
Xã Liên Bạt có Đình Ba Thôn đặt tại làng Bặt là ba thôn đầu tiên hợp thành xã Liên Bạt sau cách mạng Tháng Tám gồm Bặt Ngõ, Bặt Chùa và Bặt Trung. Dân gian quen gọi là Chùa Bặt. 
Theo truyền thuyết và thần phả còn lưu giữ thì từ cuối đời vua Hùng thứ 17, đất Liên Bạt đã có dân đến tụ cư và lập nên những trang ấp. Tướng Quý Minh đã chọn vùng này làm doanh trại để đánh nhau với quân Thục Phán. Trước công nguyên, có ông Đặng Sỹ  là châu trưởng Giao Châu đến Liên Bạt mở trường dạy học. Sau đó, hai em của ngài là Đặng Xã và Đặng Lang đã xây dinh lũy chống giặc Hán và hóa tại bãi Cấm. Sau khi mất, các ngài được an táng tại Lăng Thánh ở phía Đông Bắc của làng và được thờ làm Thành hoàng làng. Năm 1988, Đình Ba Thôn được Nhà nước Việt Nam xếp hạng là di tích lịch sử nghệ thuật kiến trúc cấp quốc gia.
Lê hội Đình Ba Thôn được tổ chức vào ngày Rằm tháng Ba Âm lịch với tục rước kiệu giao quan giữa 3 thôn Bặt Trung, Bặt Ngõ và Bặt Chùa. Đám rước của thôn Bặt Ngõ có kiệu bát cống với long ngai và bài vị của Đức thánh đệ nhất Đặng Sỹ. Kiệu bát cống của thôn Bặt Chùa có long ngai và bài vị của Đức thánh đệ nhị Đặng Xã. Kiệu bát cống của thôn Bặt Trung rước long ngai và bài vị của Đức thánh đệ tam Đặng Lang. Tiếp theo là kiệu rước thánh giá  đặt sắc phong và hương nhang thờ thần, hai bên có hai pho tượng phỗng mô phỏng tướng giặc bị quy hàng... Riêng thôn thôn Bặt Chùa có thêm hai kiệu tư (bốn người). Mỗi người đặt một tượng tục gọi là thần đồng, cao 1,45m đi song song áp giá tả hữu kiệu bát cống rước thánh giá Đức thánh đệ nhị.

## Danh nhân
- Ba anh em Đặng Sỹ, Đặng Xã và Đặng Lang có công mở trường dạy học, đắp lũy chống giặc ngoại xâm nhà Hán, được thờ làm Thành hoàng làng Bặt.
- Hoàng giáp Nguyễn Thượng Hiền (1868 - 1925), quê quán tại Liên  Bạt, Ứng Hòa. Ông là một danh sĩ Việt Nam cuối thế kỷ XIX đầu thế kỷ XX, tham gia phong trào Đông Du ở nước ngoài cùng với cụ Phan Bội Châu và Điền Bát Tăng Bạt Hổ và là thành viên của Việt Nam Quang phục Hội. Sau khi cụ Phan Bội Châu bị thực dân Pháp bắt, ông trở thành người lãnh đạo của Hội ở Bắc Kỳ. Năm 1916, sau khi kế hoạch khởi nghĩa của Vua Duy Tân và Việt Nam Quang phục Hội ở Trung kỳ thất bại, Vua Duy Tân bị đày sang Réunion. Các ông Thái Phiên, Trần Cao Vân, Phạm Hồng Cương, Phan Thành Tài đều bị thực dân Pháp hành quyết, Nguyễn Thượng Hiền xuống tóc đi tu ở chùa Thường Tích Quang, Hàng Châu, Chiết Giang, Trung Quốc và  tạ thế tại đây.
- Bùi Bằng Đoàn (1889 - 1955), quê quán tại Liên Bạt, Ứng Hòa. Thời Pháp thuộc, ông tốt nghiệp trường Hậu bổ năm 1911, trải quan các chức vụ Tri phủ Xuân Trường (Nam Định), Án sát tỉnh Bắc Ninh, Tuần phủ các tỉnh Cao Bằng và Ninh Bình. Chức vụ cao nhất của ông trong Triều đình Huế là Thượng thư Bộ Hình, hàm Thái tử Thiếu Bảo. Năm 1945, cùng với Nguyễn Phúc Vĩnh Thụy, ông được Chủ tịch Hồ Chí Minh mời tham gia Chính phủ lâm thời với chức vụ Cố vấn Chủ tịch chính phủ. Tháng 1-1946, ông trúng cử Đại biểu Quốc hội và được Chủ tịch Hồ Chí Minh bổ nhiệm làm Trưởng ban Thanh tra đặc biệt của Chính phủ (tương đương Tổng thanh tra Chính phủ hiện nay). Tháng 11-1947, sau khi cụ Nguyễn Văn Tố bị thực dân Pháp sát hại, ông được Chính phủ kháng chiến cử giữ chức vụ Trưởng ban Thường trực Quốc hội (như Chủ tịch Quốc hội ngày nay. Cuối năm 1948, ông bị ngã bệnh "Thiên đầu thống" và bị liệt nửa người. Ông được Chính phủ kháng chiến đưa về quê dưỡng bệnh và mất tại Hà Nội năm 1955. Ông được Nhà nước Việt Nam tặng thưởng Huân chương  Độc lập hạng nhất (truy tặng) và Huy chương Kháng chiến hạng nhất.

## Nghề truyền thống
Liên Bạt có nhiều làng nghề truyền thống nổi tiếng trong vùng và tên làng thường gắn với tên nghề như làng Bặt Bún (ba thôn Bặt) là nơi có nghề làm bún ngon với các loại bún trắng, bún đục, bún sợi to... Làng Bặt Rèn (các Vũ Nội, Vũ Ngoại) chuyên nghề rèn sắt.